# Joachim Puchner
Joachim Puchner (Vöcklabruck, 25 september 1987) is een Oostenrijks voormalig  alpineskiër.

## Carrière
Puchner maakte zijn wereldbekerdebuut in januari 2009 tijdens de combinatie in Wengen. Op 13 maart 2011 eindigde hij voor een eerste keer op het podium van een wereldbekerwedstrijd: op de super G van Kvitfjell eindigde hij op een derde plaats.

## Resultaten

### Titels
Oostenrijks kampioen supercombinatie - 2010

### Wereldkampioenschappen
| Jaar | Plaats                 | Resultaten          |
| ---- | ---------------------- | ------------------- |
| 2011 | Garmisch-Partenkirchen | 12e Supercombinatie |

### Wereldbeker

#### Eindklasseringen
| Seizoen   | Algm | AD  | SG  | SC  |
| --------- | ---- | --- | --- | --- |
| 2009/2010 | 88e  | 52e | -   | 25e |
| 2010/2011 | 29e  | 15e | 21e | 28e |
| 2011/2012 | 21e  | 12e | 11e | 25e |
| 2012/2013 | 24e  | 18e | 8e  | 24e |
| 2013/2014 | 57e  | 36e | 23e | -   |
| 2014/2015 | 90e  | -   | 28e | 38e |